# Юстинианова династия
Юстиниановата династия е императорска династия управлявала Византия от 518 до 602 г.

## Юстин I (518 – 527)
Първите представители на династията произхождат от провинция Илирия, разположена в западните части на Балканския полуостров. Юстин I (*ок. 450 – † 1.8.527) (518 – 527), син на безимотен селянин, пристига в столицата Константинопол и постъпва в армията като обикновен войник. Макар и напълно неграмотен, той скоро проявява добри воински качества и получава офицерско звание. Издига се бързо в служебната йерархия и е назначен на ключовия пост комит на екскувитите (началник на дворцовата охрана). Спечелва си голяма популярност и след смъртта на император Анастасий I (491 – 518), който не оставя наследници, е провъзгласен за император. Въпреки, че няма опит в гражданските дела, управлява разумно и съумява да въведе ред в страната. В областта на религията поема твърд курс срещу последователите на монофизитската ерес, особено разпространена сред византийското население в Близкия изток. Защитава официалното учение на църквата и слага край на продължителния разкол с Рим (т.нар. Анакиева схизма). Въпреки напрегнатите отношения с остготския крал Теодорих Велики, създал свое кралство в Италия, осиновява през 519 г. неговия внук Аталарих. По времето на Юстин I през 521 г. пламва отново война със съседна Персия, в която първоначално византийците търпят неуспехи.

## Юстиниан I Велики (527 – 565)
Юстин I няма деца от съпругата си Еуфемия (†523), затова определя за наследник племенника си Юстиниан I (Флавий Петър Сабатий) (11.5.482 – 15.11.565) (527 – 565), син на Сабатий, а малко преди да умре, го издига за свой съуправител. Юстиниан I, също роден в Илирия, израства в Константинопол, където получава блестящо образование и през 521 г. се включва в политическия живот. Още като престолонаследник той сключва брак през 523 г. с прочутата тогава столична циркова актриса Теодора. Бъдещата императрица произхожда от низините на обществото. Баща ѝ Акакий, който е пазач на зверовете, участващи в представления на Хиподрума, умира рано и оставя трите си дъщери без средства за съществуване. Теодора си спечелва известност като танцьорка и първо става любовница на престолонаследника, а след това се жени за него. Тя бързо се налага като най-близкия и доверен сътрудник на своя съпруг в управлението на държавата. По времето на Юстиниан I Велики Византийската империя достига най-голямото си могъщество през целия период на Средновековието. Първият проблем, с който трябва да се справи владетелят, е започната от чичо му война с Персия. Бойните действия на изток първоначално не носят успехи на византийците, но след спечелената голяма победа при крепостта Дара в Месопотамия през 530 г. новият персийски шах Хосров I подписва през 532 г. „вечен мир“ с Константинопол.
Спокойствието, настъпило по източните граници, позволява на Юстиниан I да започне действия по осъществяването на великия си план – реставрация на древната Римска империя чрез завладяване на бившите ѝ територии в Западното Средиземноморие, попаднали под властта на варварски крале. За сформирането на нова боеспособна армия и изграждането на мощен флот са необходими много средства, които могат да се набавят чрез утежняване на данъчната политика. Увеличените налози и злоупотребите на някои императорски приближени предизвикват през 532 г. голямо въстание в столицата, известно като бунта Ника. Населението на града, подстрекавано от цирковите фракции, опожарява правителствени и църковни сгради и заплашва дори двореца, когато императрица Теодора поема нещата в свои ръце, организира потушаването на размириците и спасява престола и живота на своя съпруг, с което окончателно утвърждава мястото си във византийския политически живот.
През 533 г. Юстиниан I изпраща срещу вандалското кралство в Северозападна Африка огромен флот, поверен на най-талантливия тогава византийски пълководец Велизарий (505 – 565). След поредица поражения през 534 г. вандалският крал Гелимер се предава в плен, а владенията му са организирани във византийска провинция с център Картаген.
Същата година умира остготския крал Аталарих, а майка му, византийски настроената регентка Амалазунта е свалена от власт и убита. Императорът използва това, за да започне война с остготите, ръководството на която е поверено отново на Велизарий. Сведенията за този продължителен конфликт дължим на най-значителния историк на 6-ти век Прокопий Кесарийски, непосредствен участник в събитията. първоначално Велизарий има успехи: през 535 г. завладява Сицилия, а на следащата година и Неапол. Остготите убиват през 536 г. своя крал Теодахад и го заменят със способния пълководец Витигис (536 – 540).
Междувременно византийските войски влизат в Рим, а през 540 г. превземат столицата на своите врагове Равена. Огромната популярност на Велизарий, както и дворцовите интриги настройват Юстиниан I срещу военачалника и той е отзован обратно в Константинопол. Това променя хода на бойните действия в Италия: оставената почти без средства византийска армия е изправена пред ожесточената съпротива на остготите начело с новия им крал Тотила (542 – 552). Множеството неуспехи водят до връщането на Велизарий на предишния му пост, но войската е вече изтощена и през 550 г. Тотила окупира Рим и Сицилия. Велизарий отново е сменен, този път с дворцовия евнух Нарзес, който умело организира действията си и през 552 г. в битката при Тагина разгромява остготите, а кралят им Тотила пада на бойното поле. Скоро след това (през 554 г.) цяла Италия е включена в границите на Византийската империя. Докато трае войната с остготите, императорските войски слагат ръка на Югоизточна Испания с главен град Кордова. По този начин се осъществяват плановете на Юстиниан I Велики за възстановяване на римската държавност на запад.
Вторият фронт, за който владетелят трябва да отделя войници и средства, е източният. През 540 г. отново пламва война с персите. Тя се води с променлив успех до 562 г., когато е подписан петдесетгодишен мир, а Византия се задължава да плаща значителен годишен данък на персийския шах. Друг сериозен проблем за Юстиниан I са славяните, заселили се северно от Дунав, които почти всяка година организират грабителски походи в балканските земи на империята. Често набезите им са съгласувани с нашествия на тюркски племена, включително на прабългарите кутригури, предвождани от техния хан (кан) Заберган, които през 559 г. заплашват дори столицата Константинопол. За да ограничи тази опастност, императорът заповядва да се изградят три реда крепостни съоръжения на Балканите, но това се оказва напразно, защото липсват войници, които да бъдат изпратени за отбраната на тази защитна система.
Сред мерките, които Юстиниан I взема за вътрешното укрепване на своята държава, е кодифицирането на късноримското и ранновизантийското право, приключило през 534 г. с издаването на „Юстиниановия корпус на гражданското право“, по-късно оказал влияние и върху формирането на модерното европейско законодателство. Многобройни са и строежите от неговата епоха, сред които най-забележителна е църквата „Св. София“ в Константинопол, завършена през 537 г., най-големият християнски храм в света в епохата на Средновековието.
След смъртта на Теодора през 548 г. владетелят изпада в покруса и постепенно се оттегля от държавните дела. Последните си години прекарва отдаден на богословски въпроси и проблеми, а през 553 г. ръководи работата на Петия вселенски църковен събор. Умира през 565 г. без да остави потомство.

## Юстин II (565 – 578)
Юстиниан I Велики издига на висши постове в управлението на държавата множество свои роднини, сред които е и братовчед му Герман (†550/552). Способен военачалник, Герман печели редица сражения срещу славяните на Балканския полуостров. Назначен е за главнокомандващ византийските войски в Италия по време на войната с остготите, но умира в Солун, преди да потегли към местоназначението си и е заменен с Нарзес. оставя двама синове: Юстин (†ок. 566) и Юстиниан (525 – 582).
Юстиниан I не определя приживе свой наследник, но безспорен фаворит сред роднините му е Юстин II (†5.10.578) (565 – 578), син на сестра му Вигиланция от съпруга ѝ Дулцисим, който успява да се наложи на престола. Веднага след възцаряването си новият император се отървава от братовчед си Юстин, първороден син на Герман, дотогава главнокомандващ дунавските войски. Той го изпраща в Александрия, където Юстин става жертва на наемни убийци.
Юстин II е женен за амбициозната Елия София, племенница на императрица Теодора, която се намесва активно в управлението. Много скоро обаче делото на Юстиниан I Велики е изправено пред провал. През 569 г. лангобардите, германски племена, нахлуват в Северна Италия, завладяват византийските територии там и организират свое кралство със столица Павия. Подвластни на Константинопол на Апенинския полуостров остават само Равенски екзархат, Южна Италия и остров Сицилия. Същевременно през 573 г. вестготите ликвидират византийските владения в Югоизточна Испания. През 572 г. Юстин II възобновява войната с персите, но бързо загубва редица крепости в Месопотамия. За неуспехите допринася и самият владетел, който отстранява от командния му пост Маркиан, друг племенник на Юстиниан I, и с това предизвиква раздори във войските по източните граници.

## Наследници на Юстинияновата династия (578 – 602)
Юстин II е поразен през 574 г. от психическо заболяване и фактически се оттегля от властта. Византия е управлявана от императрица Елия София и от Тиберий, комит на екскувитите, когото Юстин II посочва за свой наследник, преди смъртта си, пренебрегвайки Юстиниан, втори син на Герман и близък родственик на Юстиниан I Велики. Има дъщеря, чийто съпруг Валуарий загива през 573 г. в бой с нахлуващите в Северна Италия лангобарди. След смъртта на императора престолът е зает от Тиберий II (ок. 540 – 14.8.582) (578 – 582), при когото овдовялата императрица Елия София изпада в немилост и е отстранена от политическите дела.
Последният от известните потомци на династията е Герман (551 – 605), син на убития в Александрия по заповед на Юстин II негов братовчед Юстин. През 582 г. той е провъзгласен за кесар и сгоден за една от дъщерите на Тиберий II, но короната получава другият императорски зет Маврикий (539 – 23.11.602) (582 – 602).